# Rosa Roth – Im Namen des Vaters
Im Namen des Vaters ist ein deutscher Fernsehfilm von Carlo Rola aus dem Jahr 2005. Es handelt sich um die zwanzigste Episode der ZDF-Kriminalfilmreihe Rosa Roth mit Iris Berben in der Titelrolle.

## Handlung
Die bereits als vermisst gemeldete Elisabeth Scheck wird tot an einem See aufgefunden. Bei ihren Ermittlungen stellt die KTU fest, dass Fundort und Tatort voneinander abweichen und sie durch körperliche Gewalt ums Leben kam. Rosa Roth findet heraus, dass die Tote viele Liebschaften hatte. Der polizeibekannte Taxifahrer Max Robertsen war ihr letzter Lebensgefährte. Bei Befragungen zeigt sich, dass der Mann sich in ein Lügennetz verstrickt und auch kein Alibi für den Todeszeitpunkt hat.

## Hintergrund
Im Namen des Vaters wurde vom 1. März 2005 bis zum 7. April 2005 in Berlin und Umgebung gedreht. Am 15. Oktober 2005 wurde die Folge um 20:15 Uhr im ZDF erstausgestrahlt.

## Kritik
Die Kritiker der Fernsehzeitschrift TV Spielfilm vergaben dem Film eine mittlere Wertung, sie zeigten mit dem Daumen zur Seite. Die Kritiker urteilten, „Drehbuchautor Friedrich Ani schafft es nicht, den religiösen Konflikt schlüssig mit der Krimihandlung zu verzahnen. So geht die Spannung flöten; dazu nervt die Wackelkamera“. Sie konstatierten: „Heißes Eisen, lauwarmer Krimi“.